# اسکات جف
اسکات جف (به انگلیسی: Scott Jaffe) (زادهٔ ۲۹ آوریل ۱۹۶۹) شناگر اهل ایالات متحده آمریکا است.